# Tuwuli
El tuwuli (o bowili, o liwuli, etc) és una llengua kwa que parlen els bowilis a la regió del Volta de Ghana. Els 11.400 bowilis (15.000 segons el joshuaproject viuen a la zona del llac Volta, a l'est de la ciutat d'Amanfro, a la carretera entre Hohoe i Jasikan, a la regió del Volta. El codi ISO 639-3 del tuwuli és bov i el seu codi al glottolog és tuwu1238.

## Família lingüística
El tuwuli és una llengua kwa, família lingüística que forma part de les llengües Benué-Congo. Concretament, segons l'ethnologue, forma part del grup lingüístic de les llengües kposo-ahlo-bowili. Les altres llengües d'aquest grup lingüístic són l'adangbe, l'ikposo i l'igo. Segons el glottolog, en aquest subgrup lingüístic només hi ha l'igo, l'ikposo i el tuwuli.

## Sociolingüística, estatus i ús de la llengua
El tuwuli és una llengua desenvolupada (EGIDS 5): gaudeix d'un ús vigorós per persones de totes les edats i en tots els dominis, té literatura i està estandarditzada, tot i que no és totalment sostenible. Tot i això, el seu ús està disminuint a favor de l'ewe. El tuwuli s'escriu en alfabet llatí des del 2000. Entre el 25% i el 50% dels que parlen el tuwuli com a segona llengua estan alfabetitzats en aquesta llengua.